# Karangpoh (Pejagoan)
Karangpoh is een bestuurslaag in het regentschap Kebumen van de provincie Midden-Java, Indonesië. Karangpoh telt 2762 inwoners (volkstelling 2010).